# Nakuru (stad)

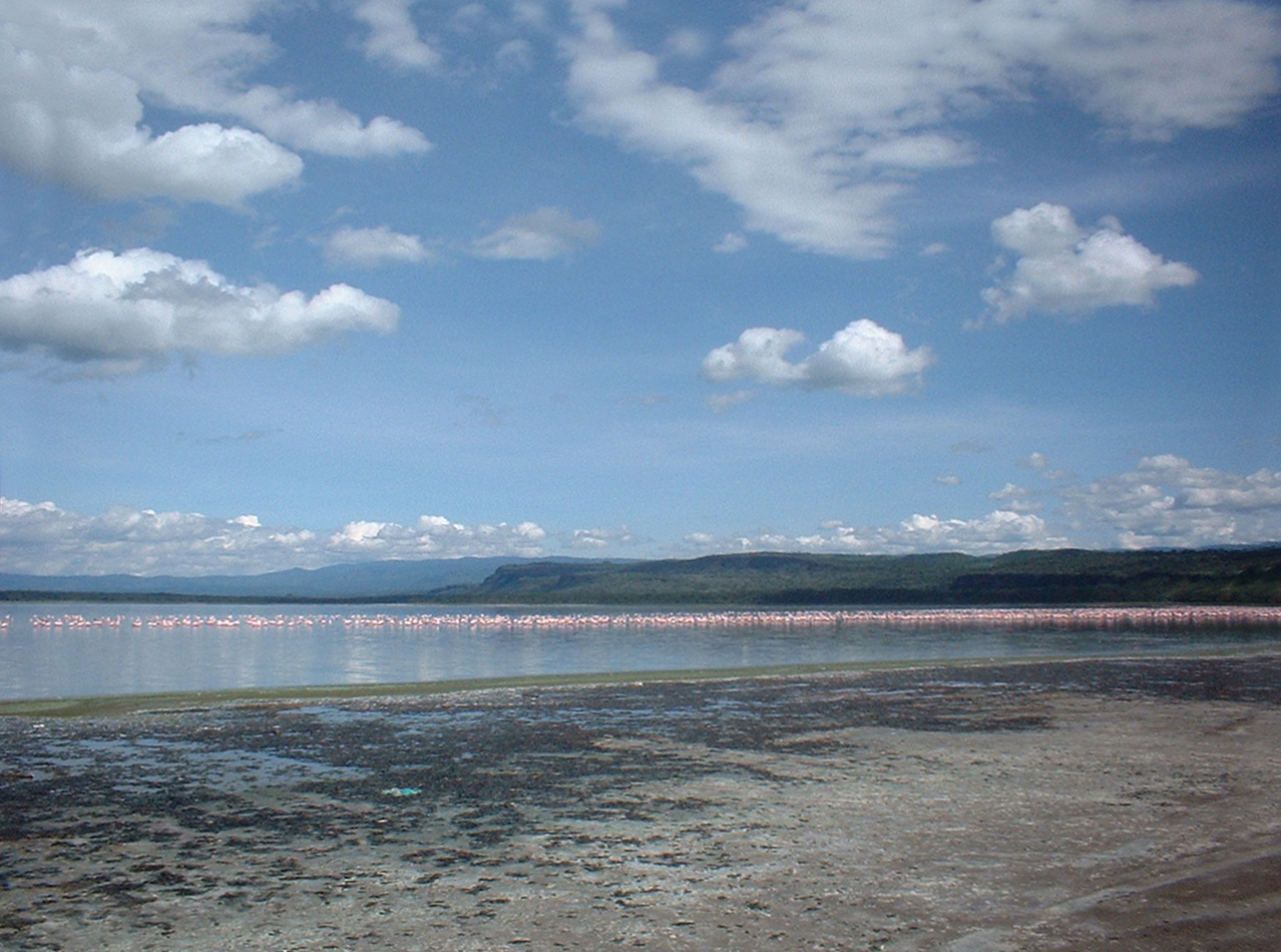
Flamingo's bij het Nakurumeer

Nakuru is de hoofdstad van de Keniaanse provincie Bonde la Ufa (Rift Valley), in het westen van het land, tussen de steden Kisumu, Meru en Nairobi. Het heeft 394.684 inwoners (schatting 2005) en ligt 1.850 meter boven zeeniveau. Het is tevens de hoofdstad van het gelijknamige district Nakuru.
Het is de vierde stad van Kenia en dankt zijn naam zoals zoveel steden in Kenia aan de Masai. De Masai hadden deze plaats heel treffend En-Akuro genoemd, hetgeen wervelend stof betekent.

## Geschiedenis
De Britten hebben deze stad in 1904 gesticht gedurende hun koloniale bezetting. Tijdens deze bezetting droeg de stad de naam "White Highlands". Ook was er een belangrijk treinstation gevestigd aan het spoor van Eldoret (Kenia) naar Oeganda.

## Toeristische attracties
In de buurt van de stad ligt het Lake Nakuru National Park dat bekendstaat om zijn Nakurumeer met grote groepen (soms wel 1 miljoen) flamingo's. Het park kent vele andere vogelsoorten waaronder pelikanen. Ook ligt er de Menengai-krater en het archeologische Hyrax Hill waarbij Louis en Mary Leakey prehistorische vondsten hebben gedaan en een nederzetting hebben gevonden van 3000 jaar oud.

## Geboren
- Binyavanga Wainaina (1971), schrijver
- Jane Ekimat (1974), atlete
- Paul Tanui (1990), atleet